# رفت (بازی ویدئویی)
رفت (انگلیسی: Raft) یک بازی ویدیویی در سال ۲۰۱۸ است که توسط ردبیت اینتراکتیو توسعه شده و توسط اکسولوت گیمز منتشر شده‌است. رفت توسط سه دانشجوی سوئدی از دانشگاه اوپسالا ساخته شد. توسعه از سال ۲۰۱۶ آغاز شده و همچنان ادامه دارد. تا پایان ماه مه سال ۲۰۱۷ بیش از هفت میلیون بار نسخه توسعه دهنده بازی دانلود شده‌است.